# Chongqing-universiteit
Chongqing-universiteit (Tsjoengking-universiteit, Chinees: 重慶大學; Pinyin: Chóngqìng Dàxué) is een nationale universiteit in de stad Chongqing (Tsjoengking) van de Volksrepubliek China. Het is opgericht in 1929 door Liu Xiang, een Chinees krijgsheer uit de provincie Sichuan.